# Zawoja
Zawoja is een dorp in de Poolse woiwodschap Klein-Polen. De plaats maakt deel uit van de gemeente Zawoja en telt 6300 inwoners.